# Oh Jang-eun
Oh Jang-Eun (Jeju, 24 juli 1985) is een Zuid-Koreaans voetballer.

## Carrière
Oh Jang-Eun speelde tussen 2002 en 2010 voor FC Tokyo, Daegu FC en Ulsan Hyundai FC. Hij tekende in 2011 bij Suwon Samsung Bluewings.

## Zuid-Koreaans voetbalelftal
Oh Jang-Eun debuteerde in 2006 in het Zuid-Koreaans nationaal elftal en speelde 13 interlands.